# مدول یانگ
ضریب یانگ یا مدول کشسانی به نسبت تنش به کرنش مواد جامد خطی در پایین‌تر از استحکام تسلیم گفته می‌شود که در این حالت قانون هوک صادق بوده و ضریب کشسان ثابت است. باید دانست که ضریب یانگ با ثابت فنر رابطه مستقیم و با کشسانی رابطه معکوس دارد. ضریب یانگ سنگ همانند مقاومت با توجه به نرخ بار وارده می‌تواند از نوع ایستا یا پویا باشد. ضریب کشسانی پویا بیشتر از ایستا است ولی هرچه سنگ مقاومت بیشتری داشته باشد این دو مقدار به هم نزدیکترند. ضریب کشسانی پویا به سرعت انتشار امواج و در نتیجه به نوع سنگ، بافت، چگالی، روزنه‌داری، میزان تنش وارده و مقدار آب و غیره بستگی دارد. ضریب یانگ به عواملی چون دما، سرعت بارگذاری بسامد، نوع آزمون و … نیز وابسته می‌باشد.

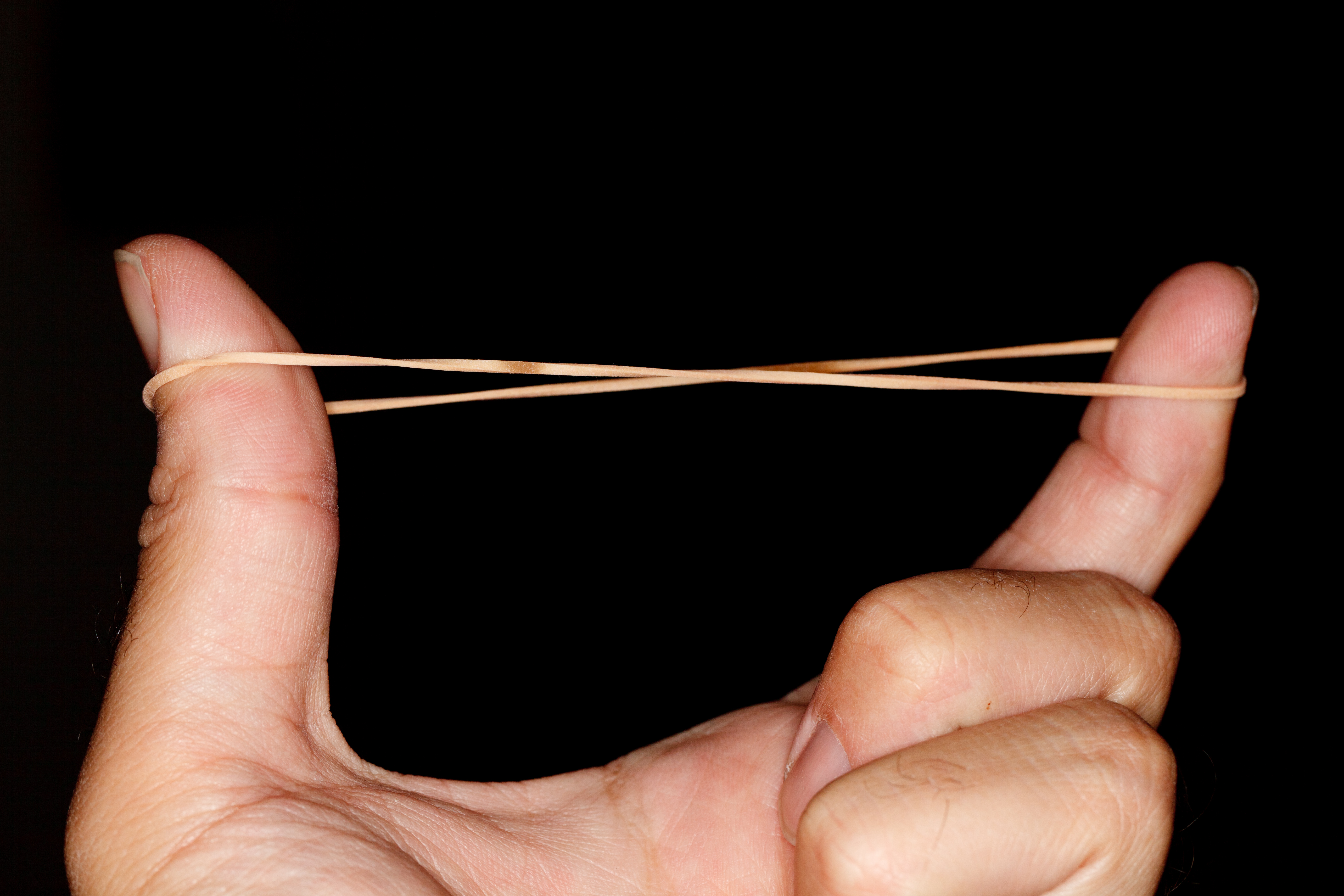
لاستیک ماده ای با ضریب یانگ بسیار اندک

## یکاها
ضریب یانگ عبارتست از نسبت تنش به کرنش. از آنجا که تنش از جنس فشار است و کرنش کمیتی بی‌بعد می‌باشد، ضریب یانگ نیز از جنس فشار بوده و واحد آن در سیستم SI، پاسکال می‌باشد.

## محاسبه
ضریب یانگ (E) برابر است با نسبت تنش بر کرنش ایجاد شده به واسطهٔ تنش وارده بر جسم در حالتی که جسم در ناحیه کشسان قرار گرفته باشد. واحد ضریب یانگ در SI، پاسکال (هم واحد با تنش) می‌باشد.
{\displaystyle E\equiv {\frac {\sigma (\varepsilon )}{\varepsilon }}={\frac {F/A_{0}}{\Delta L/L_{0}}}={\frac {FL_{0}}{A_{0}\Delta L}}}
ضریب یانگ را به پیروی از توماس یانگ، دانشمند قرن نوزدهم میلادی بریتانیایی نام نهادند.
که در آن:
- E ضریب یانگ است
- F نیروی وارد بر یک شیء داری تنش است
- A0 ناحیه واقعی مقطعی که از طریق آن نیرو اعمال شده‌است
- ΔL مقدار متوسط طول تغییرات شی است
- L0 طول ابتدائی جسم است

## روش‌های به دست آوردن مدول یانگ
مدول یانگ را می‌توان براساس‌ اصول استاتیک و دینامیک به دست آورد. روش‌های استاتیکی برای تعیین خواص کشسانی معمولا براساس‌ اندازه‌گیری تنش‌ها و کرنش‌ها در حین بارگذاری مکانیکی است و مدول یانگ از شیب ناحيه‌ی خطی منحنی تنش-کرنش تعیین می‌شود. 

مدول یانگ شیب ناحیه‌ی خطی نمودار تنش-کرنش برای ماده‌ی در حال کشش یا فشار می‌باشد.

معايب بزرگ روش‌های استاتیکی، مخرب بودن آن‌ها است و همچنین تجهيزات این روش ها معمولا بزرگ و سنگین هستند. بنابراین اندازه‌گیری‌ها فقط در آزمایشگاه قابل انجام است.
در بین روش‌های دینامیکی، تست فرکانس تشدید و تست التراسونیک محبوب هستند.
از مزایای روش‌های دینامیکی نسبت به روش‌های استاتیکی می‌توان به ویژگی غیرمخرب بودن آن‌ها، تنوع زیاد نمونه‌ها، تجهيزات اندازه‌گیری قابل حمل و ارزان بودن اندازه‌گیری اشاره کرد.

## الاستیسیته(کشسانی) خطی
هنگامی که یک ماده جامد تحت یک نیروی کوچک فشاری یا کششی قرار می‌گیرد، دچار تغییر شکل الاستیک می‌شود. تغییر شکل الاستیک برگشت پذیر است، به این معنی که پس از برداشتن نیرو، ماده به شکل اولیه خود باز می‌گردد.
در تنش و کرنش نزدیک به صفر، منحنی تنش-کرنش خطی است، و رابطه‌ی بین تنش و کرنش با قانون هوک توضیح داده شده است که تنش را متناسب با کرنش بیان می‌کند.این ضریب تناسب همان مدول الاستیسیته (یانگ) می‌باشد. هرچه مقدار مدول بیش‌تر باشد، برای ایجاد یک مقدار کرنش یکسان به تنش بیش‌تری نیاز است.
یک جسم صلب ایده‌آل مدول یانگ بی‌نهایت خواهد داشت، اما مدول یانگ یک ماده خیلی نرم مانند مایعات، که بدون نیرو تغییر شکل می‌دهند، صفر خواهد بود. 

## کاربرد
مدول یانگ محاسبه‌ی تغییر ابعاد یک میله ساخته‌ شده از مواد الاستیک همسانگرد، تحت بارهای کششی یا فشاری را ممکن می‌کند. برای مثال پیش‌بینی می‌کند که یک نمونه ماده تحت کشش چقدر امتداد می‌یابد و یا تحت فشار چقدر کوتاه  می‌شود. مدول یانگ مستقیما برای موارد تنش تک محوری اعمال می‌شود. یعنی در مواردی که تنش کششی یا فشاری فقط در یک جهت باشند بدون وجود تنش در جهت‌های دیگر.
مدول یانگ همچنین برای پیش‌بینی انحراف در تیری که از نظر استاتیکی معین است و اعمال بار در نقطه‌ای بین تکیه‌گاه‌های آن می‌باشد، استفاده می‌شود.
سایر محاسبات الاستیک معمولا به استفاده از یک خاصیت الاستیک اضافی مانند مدول برشی، مدول حجمی و نسبت پواسون نیاز دارند. هر دو مورد از این پارامترها برای توصیف کامل الاستیسیته در یک ماده همسانگرد کافی است. برای مواد همگن، روابط ساده‌ای میان ثابت‌های الاستیک وجود دارد که امکان محاسبه همه آن‌ها را زمانی که دو مورد مشخص باشد می‌دهد :
 E = 2G(1+ν) = 3K(1-2ν)
مدول یانگ برای پزشکان و مهندسان و کسانی که در حوزه‌ی ساخت تجهيزات پزشکی هستند نیز مهم است. زیرا می‌تواند به آن‌ها بگوید چه زمانی یک ایمپلنت ساختاری تغییر شکل می‌دهد و به آن‌ها این امکان را می‌دهد که بدانند چگونه یک قطعه را به صورت مکانیکی برای استفاده در بدن طراحی کنند.

## خطی در مقابل غیرخطی
مدول یانگ نشان دهنده‌ی عامل تناسب در قانون هوک است که تنش و کرنش را به هم مرتبط می‌کند. اما قانون هوک فقط با فرض الاستیک و عکس‌العمل خطی ماده معتبر است. هر ماده‌ای زمانی که در یک فاصله بسیار زیاد و یا با نیروی زیادی کشیده شود، در نهایت دچار شکست می‌شود و می‌شکند. با این حال همه‌ی مواد جامد رفتاری خطی و متناسب با قانون هوک را در حدوده‌ی تنش و کرنش‌های کوچک نشان می‌دهند. اگر محدوده‌ای که قانون هوک در ماده معتبر است در مقایسه با تنش معمولی‌ای که انتظار می‌رود روی آن اعمال شود به اندازه کافی بزرگ باشد، به آن ماده خطی گفته‌ می‌شود. در غیر این صورت اگر تنش معمولی‌ای که اعمال می‌شود خارج از محدوده‌ی خطی باشد، ماده غیرخطی تلقی می‌شود.  
فولاد، فیبر کربن و شیشه مواد با رفتار خطی هستند و موادی مانند لاستیک رفتار غیرخطی دارند.
با این حال، این یک طبقه‌بندی مطلق نیست. اگر تنش‌های بسیار کوچک به یک ماده غیرخطی اعمال شود، عکس‌العمل ماده خطی خواهد بود و یا اگر تنش بسیار زیادی به یک ماده خطی اعمال شود، نظریه خطی کافی نخواهد بود. به عنوان مثال، اگرچه فولاد برای اکثر کاربردها، یک ماده با رفتار خطی است، اما از آنجایی که نظریه خطی بر برگشت‌پذیری دلالت دارد، استفاده از این نظریه برای توصیف شکست یک پل فولادی تحت بار زیاد بیهوده است. 

## مواد جهت دار

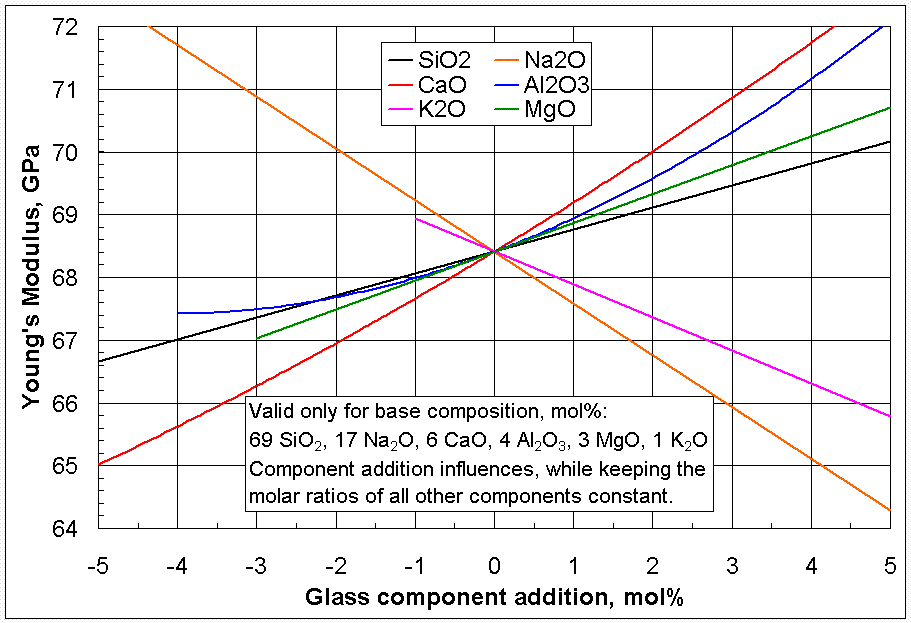
تاثیر افزودن اجزای منتخب شیشه بر مدول یانگ شیشه پایه

مدول یانگ همیشه در همه‌ی جهت‌های یک ماده یکسان نیست. بیش‌تر فلزات و سرامیک‌ها، به همراه بسیاری از مواد دیگر همسانگرد هستند و خواص مکانیکی آن‌ها در همه‌ی جهت‌ها یکسان است. با این حال با افزودن ناخالصی به  فلزات و سرامیک‌هاو یا با انجام کارهای مکانیکی روی فلزات، می‌توان ساختار آن‌ها را جهت‌دار کرد. سپس این مواد ناهمسانگرد می‌شوند و مدول یانگ آن‌ها با توجه به جهت بردار نیرو تغییر می‌کند.
ناهمسانگردی را می‌توان در بسیاری از کامپوزیت‌ها نیز مشاهده کرد. برای مثال، فیبر کربن دارای مدول یانگ بسیار بالاتری است (بسیار سفت‌تر است) زمانی که نیرو موازی با الیاف (در امتداد دانه) بارگذاری می‌شود. از نمونه‌های دیگر این دسته از مواد می‌توان به چوب و بتن مسلح اشاره کرد. مهندسان نیز می‌توانند از این خاصیت و پدیده در ایجاد سازه‌های گوناگون استفاده کنند.

## وابستگی به دما
مدول یانگ فلزات با تغییر دما تغییر می‌کند و می‌تواند از طریق تغییر در پیوند بین اتمی اتم‌ها محقق شود. و از این‌رو تغییر آن وابسته به تغییر در عملکرد کاری فلز است. اگرچه به طور کلاسیک این تغییر از طریق برازش و بدون مکانیزم زیربنایی واضح (به عنوان مثال، فرمول واچمن) پیش‌بینی می‌شود، مدل Rahemi-Li  نشان می‌دهد که چگونه تغییر در تابع کار الکترون منجر به تغییر در مدول یانگ فلزات می‌شود و با استفاده از تعمیم پتانسیل لنارد-جونز به جامدات، این تغییر را با پارامترهای قابل محاسبه پیش‌بینی می‌کند.
به طور کلی، با افزایش دما مدول یانگ با توجه به فرمول زیر کاهش می‌یابد.
{\displaystyle E(T)=\beta (\varphi (T))^{6}}
تابع کار الکترون در این فرمول با تغییر دما، تغییر می‌کند:
{\displaystyle \varphi (T)=\varphi _{0}-\gamma {\frac {(k_{B}T)^{2}}{\varphi _{0}}}}
{\displaystyle \gamma } یک ویژگی قابل محاسبه‌ی ماده است که به ساختار کریستالی وابسته است.(به عنوان مثال BCC,FCC)
{\displaystyle \varphi _{0}} تابع کار الکترون در T = 0 است و {\displaystyle \beta } در طول تغییر ثابت است. 

## تقریب ضریب یانگ برای مواد مختلف
ضریب یانگ می‌تواند تا حدودی در نوع نمونه و روش آزمون متفاوت باشد. نرخ تغییر شکل بیشترین تأثیر را در داده‌های جمع‌آوری، به ویژه در پلیمرها دارد. ارزش در اینجا تقریبی و فقط به معنای مقایسه نسبی هستند.
| ماده                                                                         | GPa          | Mpsi            |
| ---------------------------------------------------------------------------- | ------------ | --------------- |
| فوم لاتکس، چگالی کم، فشرده سازی ۱۰٪                                          | 0.00000059   | ۸×۱۰−۸          |
| کائوچو (small strain)                                                        | 0.01–0.1     | 1.45–۱۴٫۵×۱۰−۳  |
| Low density polyethylene                                                     | ۰٫۱۱–۰٫۸۶    | 1.6-۶٫۵×۱۰−۲    |
| دیاتوم frustules (largely silicic acid)                                      | ۰٫۳۵–۲٫۷۷    | ۰٫۰۵–۰٫۴        |
| پلی تترافلوئورواتیلن (Teflon)                                                | 0.5          | ۰٫۰۷۵           |
| HDPE                                                                         | ۰٫۸          | ۰٫۱۱۶           |
| Bacteriophage capsids                                                        | ۱–۳          | ۰٫۱۵–۰٫۴۳۵      |
| پلی‌پروپیلن                                                                   | 1.5–2        | ۰٫۲۲–۰٫۲۹       |
| پلی‌اتیلن ترفتالات (PET)                                                      | 2–2.7        | ۰٫۲۹–۰٫۳۹       |
| نایلون                                                                       | ۲–۴          | ۰٫۲۹–۰٫۵۸       |
| پلی‌استایرن، solid                                                            | 3–3.5        | ۰٫۴۴–۰٫۵۱       |
| پلی‌استایرن، foam                                                             | ۰٫۰۰۲۵–۰٫۰۰۷ | ۰٫۰۰۰۳۶–۰٫۰۰۱۰۲ |
| ام‌دی‌اف (صنعت چوب) (MDF)                                                      | ۴            | ۰٫۵۸            |
| wood (along grain)                                                           | 11           | ۱٫۶۰            |
| Human Cortical استخوان                                                       | ۱۴           | ۲٫۰۳            |
| Glass-reinforced polyester matrix                                            | ۱۷٫۲         | ۲٫۴۹            |
| Aromatic peptide nanotubes                                                   | ۱۹–۲۷        | ۲٫۷۶–۳٫۹۲       |
| High-strength concrete                                                       | 30           | ۴٫۳۵            |
| فیبر کربن پلیمری تقویت شده (50/50 fibre/matrix, biaxial fabric)              | 30–50        | ۴٫۳۵ – ۷٫۲۵     |
| Hemp fiber                                                                   | ۳۵           | ۵٫۰۸            |
| منیزیم فلز (Mg)                                                              | 45           | ۶٫۵۳            |
| شیشه (see chart)                                                             | 50–90        | ۷٫۲۵ – ۱۳٫۱     |
| کتان fiber                                                                   | ۵۸           | ۸٫۴۱            |
| آلومینیم                                                                     | 69           | ۱۰              |
| Mother-of-pearl (nacre, largely calcium carbonate)                           | ۷۰           | ۱۰٫۲            |
| آرامید                                                                       | ۷۰٫۵–۱۱۲٫۴   | ۱۰٫۲ – ۱۶٫۳     |
| مینای دندان (largely calcium phosphate)                                      | ۸۳           | ۱۲              |
| گزنه دوپایه fiber                                                            | ۸۷           | ۱۲٫۶            |
| مفرغ                                                                         | 96–120       | ۱۳٫۹ – ۱۷٫۴     |
| برنج (آلیاژ)                                                                 | 100–125      | ۱۴٫۵ – ۱۸٫۱     |
| تیتانیم (Ti)                                                                 | 110.3        | 16              |
| آلیاژهای تیتانیومs                                                           | 105–120      | ۱۵ – ۱۷٫۵       |
| مس (Cu)                                                                      | ۱۱۷          | ۱۷              |
| فیبر کربن پلیمری تقویت شده (70/30 fibre/matrix, unidirectional, along grain) | ۱۸۱          | ۲۶٫۳            |
| سیلیسیم Single crystal, different directions                                 | ۱۳۰–۱۸۵      | ۱۸٫۹ – ۲۶٫۸     |
| گل‌نرده                                                                       | 190–210      | ۲۷٫۶ – ۳۰٫۵     |
| فولاد (ASTM-A36)                                                             | 200          | ۲۹              |
| polycrystalline Yttrium iron garnet (YIG)                                    | ۱۹۳          | ۲۸              |
| single-crystal Yttrium iron garnet (YIG)                                     | ۲۰۰          | ۲۹              |
| Cobalt-chrome (CoCr)                                                         | ۲۲۰–۲۵۸      | ۲۹              |
| Aromatic peptide nanospheres                                                 | ۲۳۰–۲۷۵      | ۳۳٫۴ – ۴۰       |
| بریلیم (Be)                                                                  | ۲۸۷          | ۴۱٫۶            |
| مولیبدن (Mo)                                                                 | 329 - 330    | ۴۷٫۷ – ۴۷٫۹     |
| تنگستن (W)                                                                   | 400 – 410    | ۵۸ – ۵۹         |
| سیلیسیم کاربید (SiC)                                                         | 450          | ۶۵              |
| کاربید تنگستن (WC)                                                           | 450 – 650    | ۶۵ – ۹۴         |
| اسمیم (Os)                                                                   | 525 - 562    | ۷۶٫۱ – ۸۱٫۵     |
| نانولوله کربنی                                                               | 1,000 +      | ۱۵۰ +           |
| گرافین                                                                       | 1,050        | ۱۵۲             |
| الماس (C)                                                                    | 1050 - 1210  | ۱۵۲–۱۷۵         |
| Carbyne (C)                                                                  | 32100        |                 |